# Adirondacks
Pour les articles homonymes, voir Adirondack (homonymie).
Les monts Adirondacks sont un massif cristallin dans le nord-est de l'État de New York. Situés dans le prolongement des montagnes Appalaches, ils sont pourtant géologiquement constitués des mêmes roches que les monts Laurentides du Canada. Ils sont bordés à l'est par le lac Champlain et le lac George, qui les séparent des montagnes Vertes (Vermont). La limite sud est constituée par la vallée de la Mohawk. Au-delà de la rivière Noire, on trouve à l'ouest le plateau de Tug Hill, et au nord le fleuve Saint-Laurent. Les Adirondacks représentent un cinquième de la superficie de l'État de New York et comptent 4 000 cours d'eau.
Les Adirondacks culminent à 1 629 m au mont Marcy (parfois appelé Tahawus). On compte 46 sommets au-dessus de 4 000 pieds (1 219 m). Les principaux sommets sont le pic Algonquin (auparavant mont McIntyre) (1 559 m), le mont Haystack (1 512 m), le mont Skylight (1 501 m), Whiteface Mountain (1 485 m), Dix Mountain (1 480 m), le mont Colden (1 437 m) et Giant Mountain (1 410 m). Le massif traverse les comtés new-yorkais de Clinton, Essex, Franklin, Hamilton, Herkimer, Lewis et Warren.

## Toponymie
Adirondack est dérivé du mot ha-de-ron-dah, littéralement « mangeurs d'arbre », par lequel les Mohawks désignaient dans leur langue leurs voisins algonquins qui peuplaient ce massif montagneux. Il apparaît pour la première fois en 1729 sous l'orthographe Rontaks sous la plume du missionnaire français Joseph François Lafitau. En effet, quand la nourriture était rare, les Algonquins se nourrissaient en effet de bourgeons et d'écorces d'arbres dans les forêts environnantes.

## Géologie

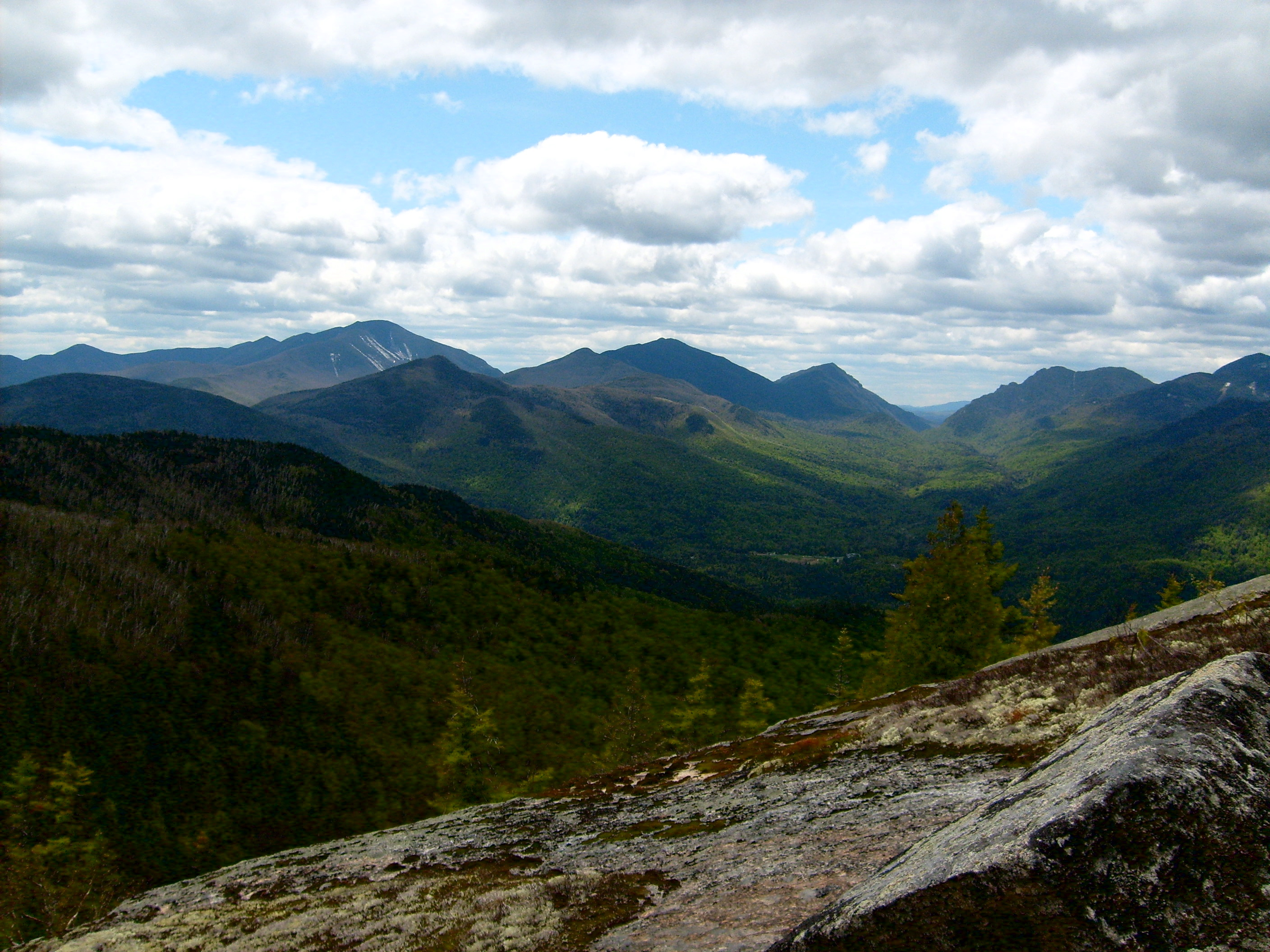
Vue des Adirondacks.

Les monts Adirondacks sont constitués de roches métamorphiques, surtout du gneiss, autour d'un noyau de roche ignée intrusive, principalement de l'anorthosite.
Ces roches cristallines constituent la terminaison sud du bouclier canadien, issu de l'activité volcanique du Précambrien.
La région des Adirondacks a été autrefois recouverte par le glacier laurentien, dont l'érosion a sculpté les monts, qui possèdent maintenant de nombreux lacs.

## Histoire
Les premiers explorateurs européens de la région ont rencontré divers groupes autochtones, y compris les Mohawks. La présence européenne dans la région a commencé par une bataille en 1609 entre Samuel de Champlain et un groupe de Mohawks, à Ticonderoga. En 1642, le missionnaire jésuite Isaac Jogues est devenu le premier Européen connu à traverser le cœur des Adirondacks, en tant que captif d'un groupe de chasseurs mohawks. Son voyage a fourni des aperçus précoces sur la géographie de la région et les cultures autochtones.
En 1890, le New York Times s'inquiétait du sort réservé aux forêts des Adirondacks, menacées par l'abattage des arbres. L'intrusion du chemin de fer amenait des touristes, elle étendait aussi le territoire des bûcherons. Il y avait « peu d'arbres vivants » le long de la voie ferrée, et la région traversée était alors « encore noircie par les feux qui l'ont parcourue ». Une partie du miracle des Adirondacks tient à la rapidité avec laquelle ces terres maltraitées ont pu se régénérer. 
Deux décennies plus tôt, dans les années 1870, l'État de New York a commencé à confisquer des parcelles déboisées, pour non-paiement des taxes. En 1892, il crée le Parc des Adirondacks à partir de ces terrains. La frontière originale englobait 1,1 million d'hectares, dont la moitié appartenait à l'État (la propriété privée représente approximativement la moitié du parc actuel). La protection de cette réserve forestière tentaculaire fut incluse dans la Constitution de l'État de New York qui la déclara « sauvage pour toujours » (Forever Wild Forest Preserves in the nation ).
Theodore Roosevelt, président des États-Unis de 1901 à 1909, a toute sa vie montré une prédilection pour le parc des Adirondacks,.

### Colons Canadiens français
Les premiers colons des Adirondacks et du Nord de l'État de New York étaient principalement des Canadiens français qui ont migré dans cette région à la fin des années 1780 et dans les années 1790, poussés par le désir de nouvelles opportunités et de stabilité à la suite des bouleversements de la Révolution américaine. Ces premiers habitants ont établi leur présence dans le paysage, comme en témoignent des toponymes locaux tels que Champlain, Ausable et Point au Roche, qui portent témoignage de l'impact historique des ambitions coloniales françaises. Les défis auxquels ils faisaient face étaient considérables ; ils naviguaient dans un environnement difficile tout en comptant sur des rations gouvernementales et en luttant contre des ressources limitées. L'importance stratégique du lac Champlain, marqué par des sites significatifs tels que Crown Point et Ticonderoga, devenait de plus en plus évidente alors que ces colons s'efforçaient de cultiver la terre et de s'intégrer dans la communauté élargie. En reliant New York à Montréal par les rivières Hudson et Richelieu, le lac a été le témoin du choc des empires qui s'est terminé par l'effondrement de la Nouvelle-France dans les années 1760.
Malgré leurs contributions au développement de la région, les récits de ces pionniers canadiens-français sont souvent sous-représentés dans le discours historique. Le manque de plaques historiques et de documents commémorant leurs efforts de colonisation reflète une tendance plus large à négliger leurs expériences. Les tensions avec les forces britanniques, qui persistaient après le traité de Paris, compliquaient davantage les tentatives des colons d'établir une vie stable. La situation a commencé à s'améliorer après la ratification du traité de Jay en 1795, qui a facilité l'évacuation des postes britanniques. Cette transition a marqué le début d'un commerce et d'une communication renouvelés, permettant aux colons de se reconnecter à leur patrimoine culturel et de sécuriser leur emprise sur la région.
Les motifs migratoires vers les Adirondacks ont continué au-delà de l'afflux initial de colons canadiens-français, en particulier au cours du XIXe siècle, alors que d'autres vagues d'immigrants cherchaient refuge contre l'agitation politique au Canada. Notamment, la rébellion des Patriotes en 1837 a poussé de nombreux Canadiens à s'échapper vers la sécurité relative du nord de New York, ravivant ainsi la population francophone locale et enrichissant la tapisserie culturelle de la région. Alors que les infrastructures s'amélioraient et que les réseaux de transport s'étendaient de l'autre côté de la frontière, le Nord du pays émergeait comme un site significatif d'échanges transnationaux, soulignant les histoires interconnectées du Canada et des États-Unis. L'héritage de ces premiers colons canadiens-français demeure intégral à l'identité des Adirondacks, illustrant l'influence durable des interactions culturelles sur l'histoire régionale,.

## Tourisme

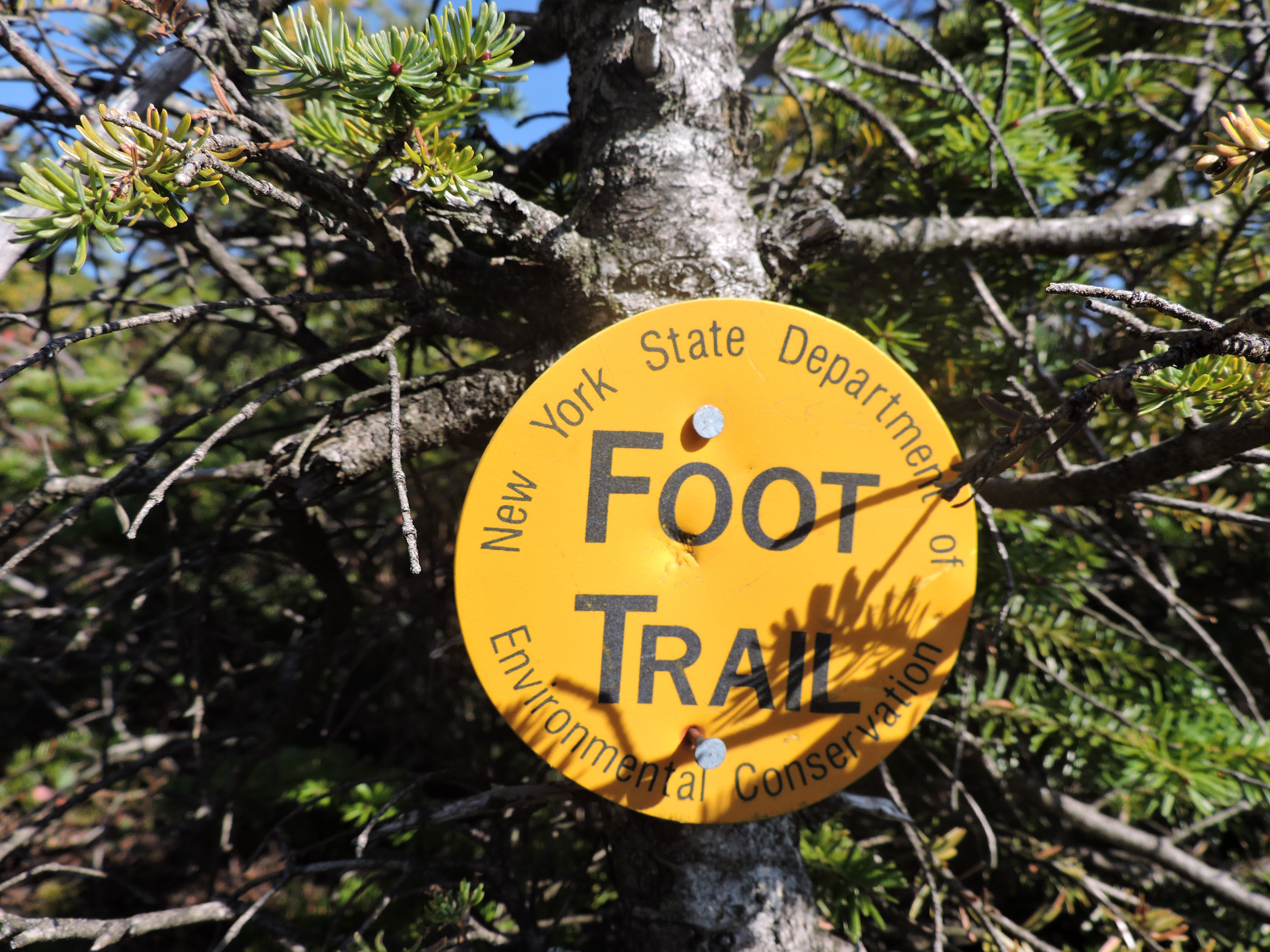
Marquage du sentier de randonnée par l'agence publique de l'État de New-York, chargée de la gestion des ressources environnementales de l'État.

Une grande partie des Adirondacks est comprise dans l'Adirondack State Park, un parc naturel de 24 000 km2, dont 9 300 km2 de forêts. Depuis le tracé initial du parc, en 1902, la superficie des zones protégées a augmenté : elle compte 2,4 millions d'hectares dont moins de la moitié appartiennent à l'État. On y trouve notamment le village de Lake Placid, à proximité du lac du même nom, qui a accueilli à deux reprises les Jeux olympiques d'hiver (1932 et 1980). La région est très touristique, avec de nombreuses stations construites autour des lacs : Lake Placid, Lake George, Saranac Lake, Schroon Lake and St. Regis Lake. On y pratique la chasse, la pêche, la randonnée et les sports d'hiver. Entre les monts McIntyre et Wallface, l'Indian Pass, une vallée encaissée longue de 18 km, attire également de nombreux visiteurs.
Le parc Adirondack est le plus grand des États-Unis. Il couvre un cinquième de l'État de New York, égale la taille du Vermont voisin, et fait près de trois fois la taille du parc national de Yellowstone,.
Le parc offre une notable variété de paysages naturels au sens courant du terme : vastes étendues désertes, forêts sauvages, zones primitives ; mais aussi des terrains industriels, des terres administrées par fidéicommis par des organisations écologiques. On y trouve des propriétés privées avec ou sans servitude de conservation, certaines appartenant à des groupes d'investissement et à des clubs privés. Il faut tenir compte aussi des 103 municipalités à l'intérieur de la réserve des Adirondacks, des villes et des villages. Le résultat constitue une mosaïque complexe de terrains, ainsi qu'un mélange non moins complexe d'êtres humains (130 000 résidents, auxquels s'ajoutent des milliers de visiteurs en été), et le tout influe sur la gestion du parc ainsi que sur ses orientations à venir.

### Activités récréatives et conservation
Le parc des Adirondack abrite la réserve sauvage des High Peaks (High Peaks Wilderness Area) d'une superficie de 1 114,7 km2 ce qui en fait la plus vaste zone sauvage de forêt préservée de l'État de New York. Elle occupe trois comtés et six villes incluses dans le parc. De plus, on compte 112 plans d'eau totalisant une superficie de 5,6 km2, 383,5 km de sentiers de randonnée, 84 km de sentiers équestres et 84 abris de type de lean-to. Enfin, 42 des 46 sommets de plus de 4 000 pieds sont situés dans la réserve, incluant le mont Marcy, le point culminant de l'État de New York. 
Du fait de la classification des terres et de l'évaluation des impacts environnementaux, l'activité humaine et économique à l'intérieur du parc est variée, allant de la production industrielle à l'implantation individuelle isolée. Un équilibre semble ménagé entre l'aménagement pour l'installation humaine, et le souci de minimiser l'impact sur la nature. Reste que la région est soumise comme d'autres aux effets du réchauffement climatique : la température estivale moyenne a augmenté de 1 °C au cours des cent dernières années, et la température hivernale moyenne de 2,5 °C. Les lacs gèlent plus tard et le printemps arrive plus tôt. Le parc constitue la limite méridionale de certaines plantes, et des espèces alpines rares qui s'épanouissaient naguère sur les hauts sommets sont désormais menacées de disparition,.

## Dans la culture

### Peinture

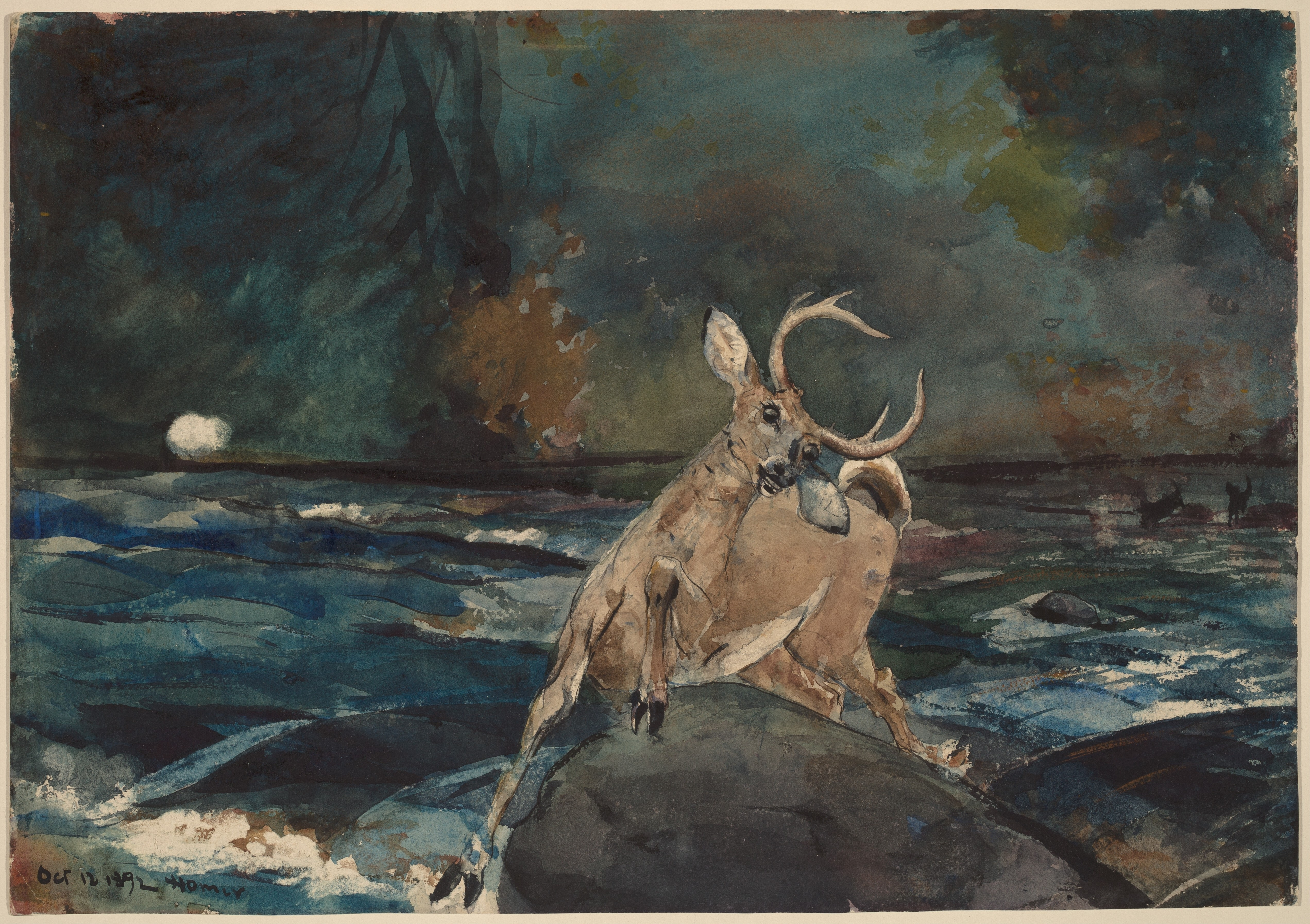
A Good Shot, Adirondacks (Un bon coup). Winslow Homer, 1892. National Gallery of Art, Washington.

Le peintre Winslow Homer, alors qu'il est installé depuis 1883 à Prouts Neck (en), un petit village côtier dans le Maine, près de Scarborough, chasse et pêche l'hiver dans les Adirondacks avec son frère Charles.

### Littérature
- Mohawk, roman de Richard Russo publié en 1986[15], décrit le quotidien d'une ville imaginaire située près des monts Adirondacks[16].
- Dans Planetary, un comic de Warren Ellis, une base ultra-secrète se situe dans le massif des Adirondacks. Celle-ci fut créée par des gens aux pouvoirs extraordinaires qui souhaitaient protéger la Terre d'invasions du multivers.
- Les romans de Russell Banks De beaux lendemains et La Réserve se situent dans cette région[17],[18].
- La vie de l'héroïne du roman Mudwoman, de Joyce Carol Oates, est ancrée dans cette région.
- Harry Quebert et Nola passent un week-end dans les Adirondacks dans le roman La Vérité sur l'affaire Harry Quebert de Joël Dicker.
- La série de livres Woodswoman d'Anne LaBastille, publiée entre 1976 et 2003, relate sa vie près d'un lac des montagnes Adirondacks et sa relation avec la nature sauvage[19].
- Le roman de Liz Moore, Le Dieu des bois, publié en 2024, situe son intrigue au cœur d'un camp d'été dans les Adirondacks[20].